# Reinhilde Ruprecht
Reinhilde Ruprecht (* 1960) ist eine deutsche Verlegerin. Sie entstammt der Verlegerfamilie Ruprecht, ist Gründerin sowie Inhaberin des Göttinger Verlags Edition Ruprecht und war von 1998 bis 2021 Gesellschafterin des Verlages Vandenhoeck & Ruprecht.

## Leben
Reinhilde Ruprecht ist Tochter des 2024 verstorbenen Verlegers Arndt Ruprecht der gemeinsam mit ihr sowie seinen Vettern Dietrich Ruprecht und Ulrich Ruprecht Gesellschafter des Verlags Vandenhoeck & Ruprecht, der Buchhandlung Deuerlich und der Druckerei Hubert & Co war.
Ruprecht begann 1980 das Studium der evangelischen Theologie an der Georg-August-Universität Göttingen. Von 1980 bis 1982 machte sie eine Ausbildung zur Verlagsbuchhändlerin im Verlag Eugen Ulmer in Stuttgart und war anschließend als Sortimentsbuchhändlerin tätig. Von 1983 bis 1988 studierte sie evangelische Theologie an der Ludwig-Maximilians-Universität München und der Friedrich-Alexander-Universität Erlangen-Nürnberg. Neben dem Studium war sie jeweils für mehrere Monate Praktikantin in den Verlagen Augsburg-Fortress Press, SCM Press und United Methodist Publishing House. Von 1988 bis 1991 absolvierte sie ein Promotionsstudium „Systematic Theology and Religious Studies“ in Princeton. 1997 erwarb sie den akademischen Titel Doktor der Philosophie (Ph.D.) am Princeton Theological Seminary.
Von 1992 bis 2004 arbeitete Ruprecht im Verlag Vandenhoeck & Ruprecht, an dem sie von 1998 an bis zum Verkauf des Verlages 2021 als Gesellschafterin beteiligt war. In dieser Zeit war sie unter anderem zuständig für das Evangelische Kirchenlexikon, Lehrbücher und Forschungsliteratur der wissenschaftlichen und der praktischen Theologie, die Betreuung der Schulbücher und Unterrichtsmaterialien für den Religions- und Ethikunterricht sowie für das theologische Zeitschriftenprogramm. 1998 wurde sie geschäftsführende Gesellschafterin des Verlags Vandenhoeck & Ruprecht, der Druckerei Hubert & Co. sowie der Buchhandlung Deuerlich, die von 2001 bis zum Verkauf 2004 zu ihrem Geschäftsführungsbereich zählte. 2003 gründete sie als Tochterverlag die V & R unipress. Zum Jahreswechsel 2004/2005 schied sie, wenige Monate nach ihrem Vater, durch Abberufung aus der Geschäftsführung der Verlage Vandenhoeck & Ruprecht und V & R unipress sowie der Druckerei Hubert & Co aus.
Seit 2005 ist sie Verlegerin der Edition Ruprecht. Sie ist zudem stellvertretende Vorsitzende des Evangelischen Medienverbands in Deutschland (EMVD) sowie im Vorstand des Landesverbands Nord vom Börsenverein des deutschen Buchhandels.
Ruprecht ist mit Georg, geb. Ruch, verheiratet.